# David S. Hibbett
David Hibbett é professor associado de biologia na Clark University . Ele é considerado um dos principais pesquisadores da atualidade "na análise de relações fúngicas por meio da análise de DNA". Na Clark ele concentra seu trabalho de laboratório em biologia evolutiva e ecologia de fungos. 
Ele passou 1991 como um pós-doutorado da Agência de Ciência e Tecnologia do Japão no Tottori Mycological Institute em Tottori, Japão . Um ano depois, Hibbett ensinou microbiologia no Framingham State College no semestre da primavera. De 1993 a 1999, Hibbett foi pesquisador de pós-doutorado e depois pesquisador associado no laboratório de Michael Donoghue no Harvard University Herbaria.
Ele recebeu seu Bacharelado em Artes pelo Departamento de Botânica da Universidade de Massachusetts Amherst e seu Ph.D. do Departamento de Botânica da Duke University.